# Lhachen Bhagan
Lhachen Bhagan was de eerste koning uit de Namgyal-dynastie van Ladakh.
Hij was een koning uit Basgo en wist in 1470 Ladakh te verenigen door de koning van Leh omver te werpen. Na de overwinning nam Bhagan de bijnaam Namgyal aan, dat overwinnelijk betekent.